# ハーバーサーキット
ハーバーサーキット（HARBOR CIRCUIT）は、国内でも珍しい屋内レンタルカート場からスタートした千葉県を拠点とする施設の名称｡運営は株式会社ハーバースタイル。

## 沿革
オープンは2009年9月18日。
2015年６月ゴーカートの輸入業務を開始、ゴーカートシェア最大のメーカーSodi kart社と業務契約、別会社「株式会社ハーバースタイル」を設立。
2019年4月20日、千葉県木更津市にあるイオンモール木更津内、旧木更津サーキットを「ハーバーサーキット木更津アウトドア店」として始動。同時に千葉市にあるハーバーサーキットを「ハーバーサーキット千葉インドア店」に改名。県内２か所でインドア・アウトドアのゴーカート場を運営。
2023年5月31日、ハーバーサーキット千葉インドア店がテナントとして入居している千葉スポーツプラザの老朽化により閉店予定。→閉店
2024年5月24日にイオンモール幕張新都心敷地内にテナントとしてオープン｡名称は｢ハーバーサーキット幕張新都心店｣へ改名された(これに合わせてハーバーサーキット木更津アウトドア店も｢ハーバーサーキット木更津｣に改名)。

## 幕張新都心店(旧称:ハーバーサーキット千葉インドア店)

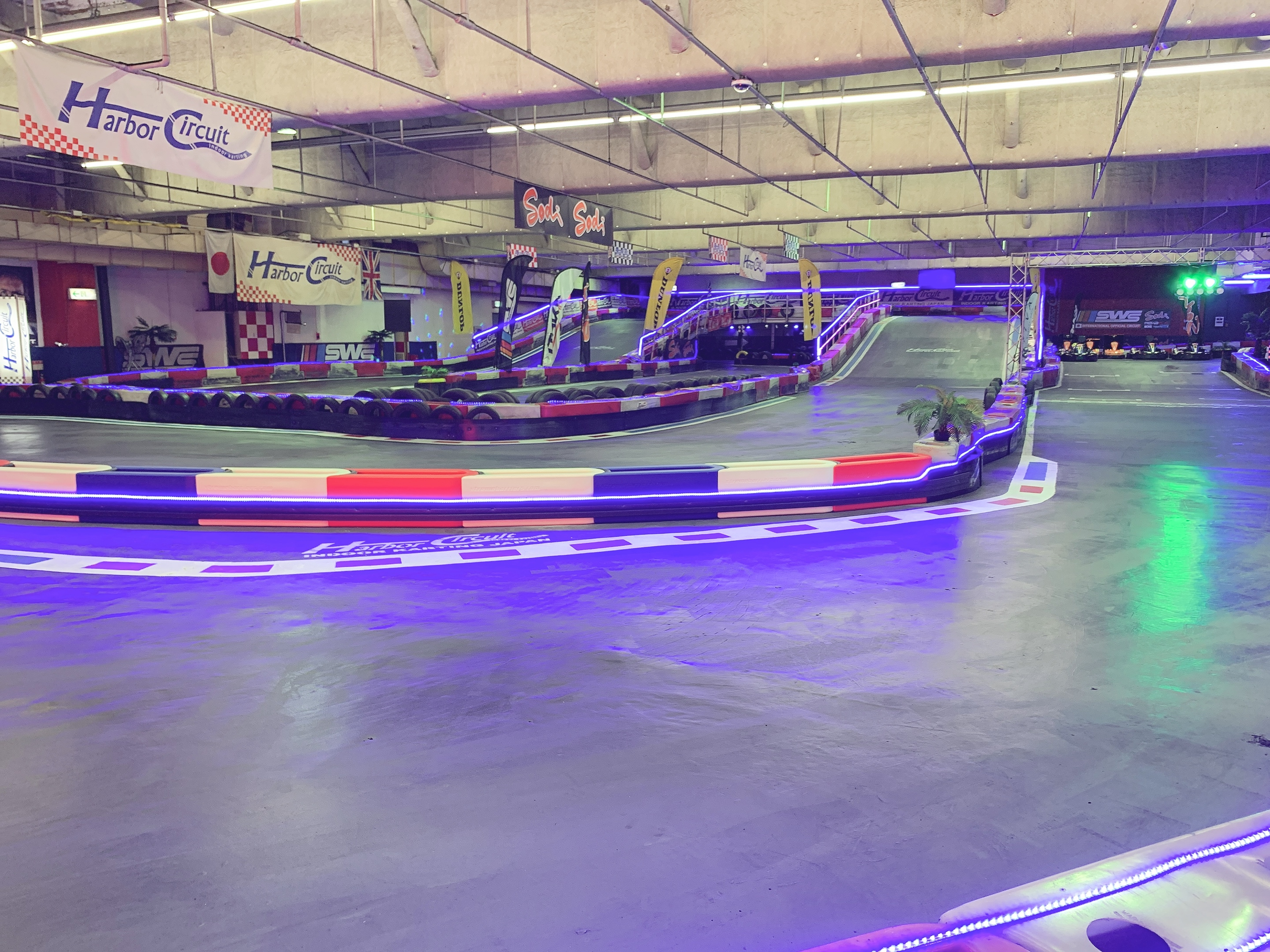

2009年9月18日に千葉県千葉市にある｢千葉スポーツプラザ｣の2階に屋内ゴーカート場としてオープン｡国内でも珍しい屋内+立体交差付きで全長約250ｍ､コース幅員は5～8mのコンパクトなテクニカルコースレイアウト｡使用するゴーカートはSodi Kart社製RX7を導入｡
2010年2月には子供用ジュニアカートとしてSodi Kart社製FUN KIDを導入｡
一時期は同建物にカフェやボウリング場､テニス場などのテナントが入り､賑わっていたが､2022年11月に建物の老朽化による閉店を発表｡ハーバーサーキット千葉インドア店は､翌年2023年5月31日を以て閉店した｡

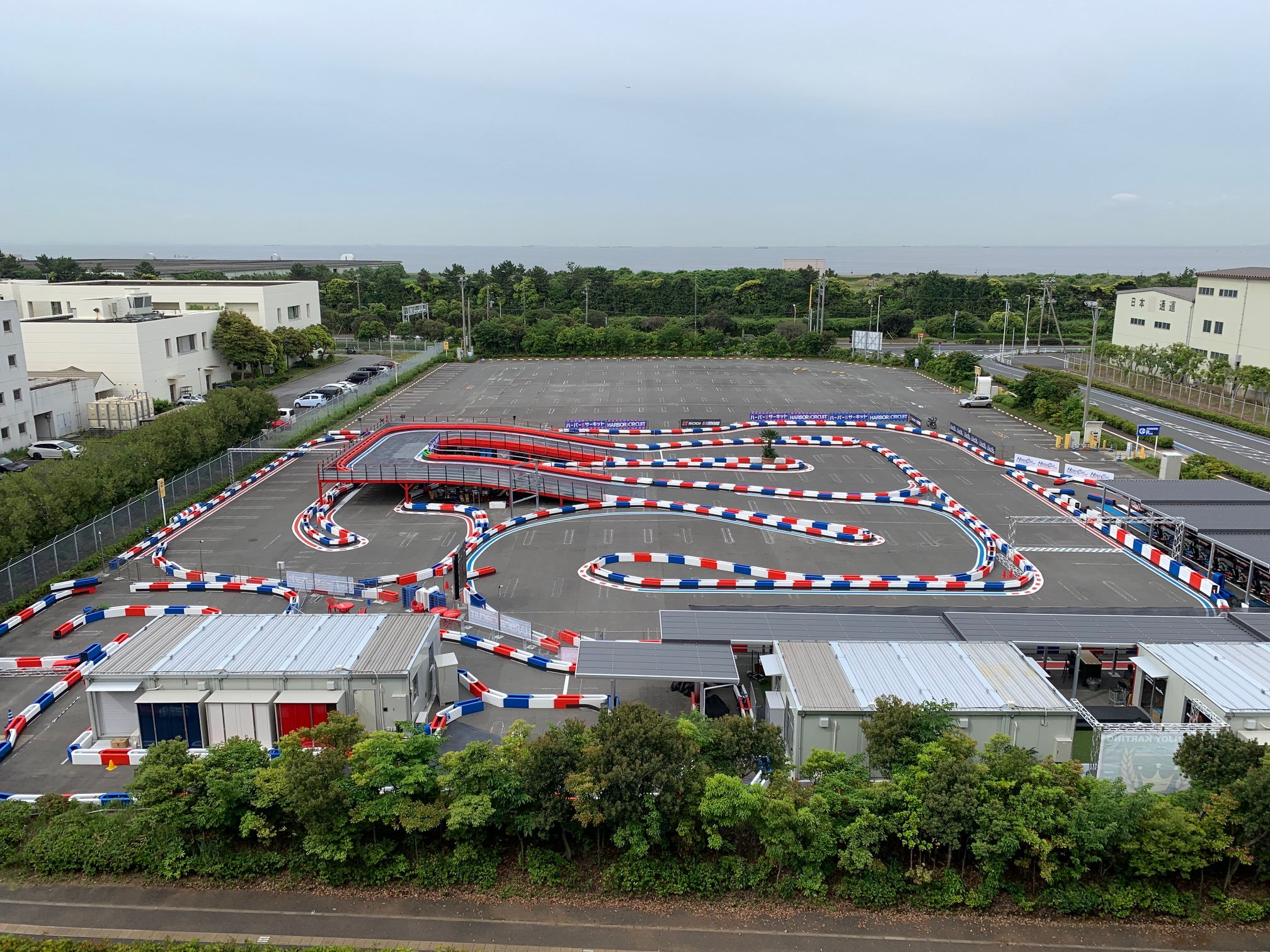

2024年3月に次期店舗を発表､同年5月24日にイオンモール幕張新都心内にリニューアルオープン｡名称は｢ハーバーサーキット幕張新都心店｣とした｡
新店舗はアウトドアになり､旧店舗を彷彿とさせる立体交差付きで全長410m､幅員6～9m､最大直線70mとし､様々なコースレイアウトに変更可能なマルチレイアウトコースとなった｡また､新たに幼児用ゴーカート専用コースも設けた､コース全長は約100m｡
ゴーカートは大人用､子供用､幼児用を揃え､全てSodi Kart社製｡大人用はRT10-v2モデルでエンジンは200ccを搭載､子供用はLR6モデルでエンジンは200ccを搭載､幼児用はKID RACERモデルで電気モーターを搭載｡
通称ハーバー幕張

## 木更津店(旧称:ハーバーサーキット木更津アウトドア店)
千葉県木更津市にあるイオンモール木更津にあった｢木更津サーキット｣を､2019年4月20日にハーバーサーキットが｢ハーバーサーキット木更津アウトドア店｣として運営を始めた｡
コースレイアウトは旧施設から大幅にリニューアルされ､テクニカルコースになり幼児用コースも新設された｡
コース全長430m､幅員6～8m｡2020年4月に緊急事態宣言に伴い臨時休業となり､臨時休業中にコースの改修､リニューアルが行われた｡
2021年にはSWS(Sodi World Series)のジュニアカテゴリの全国大会が初めて開催された｡
2024年に姉妹店､ハーバーサーキット千葉インドア店が｢ハーバーサーキット幕張新都心店｣としてリニューアルオープン｡これに合わせてハーバーサーキット木更津アウトドア店も｢ハーバーサーキット木更津店｣へ名称を変えた｡
ゴーカートは大人用､子供用､幼児用を揃え､全てSodi Kart社製｡大人用は2モデルを配置し､1つはRT8モデルでエンジンは200ccを搭載､もう一つは2人乗りタイプの2DRIVEモデルでエンジンは270ccを搭載､子供用はLR5モデルでエンジンは160ccを搭載､幼児用はKID RACERモデルで電気モーターを搭載｡
通称ハーバー木更津